# Escaire

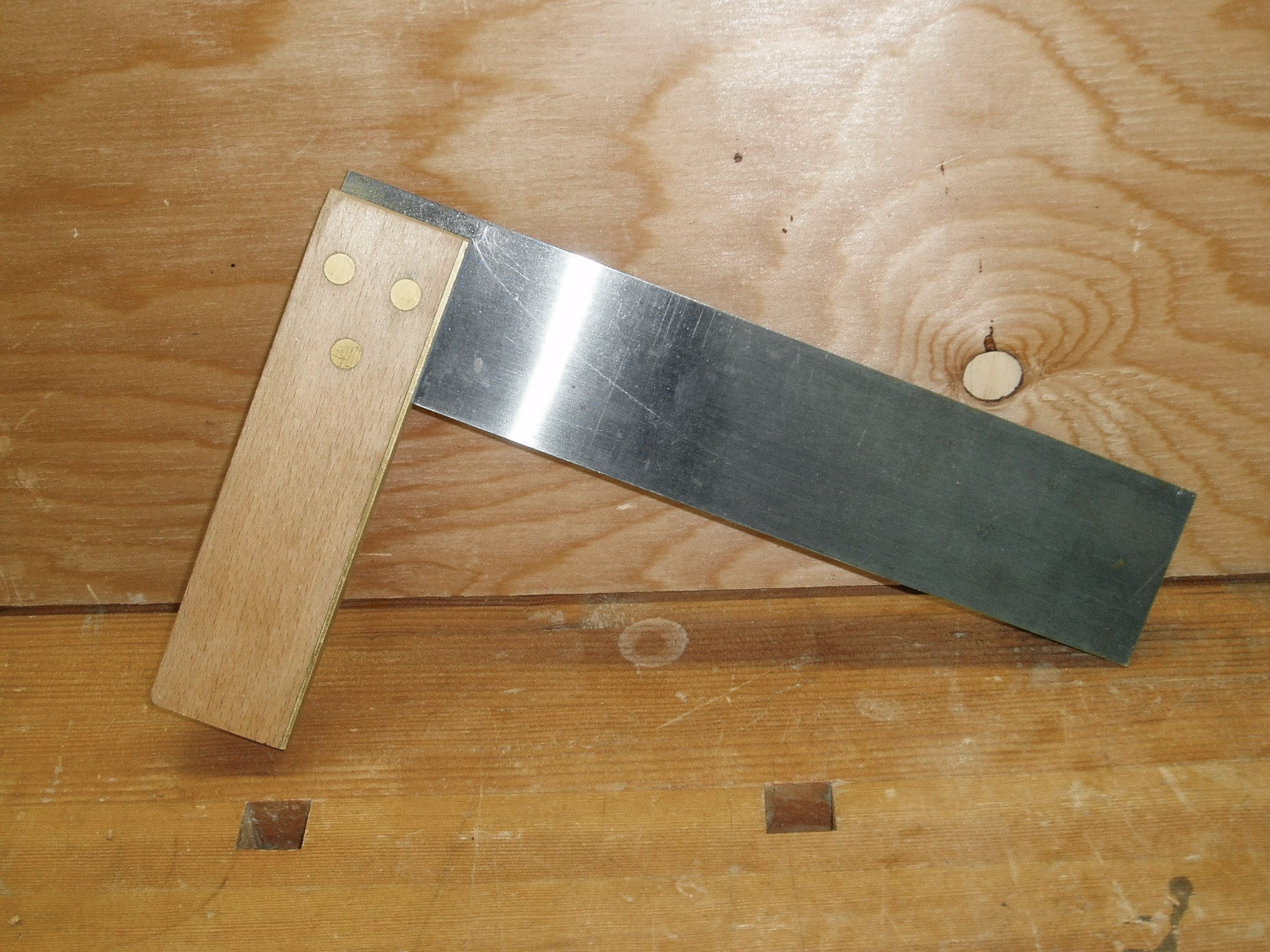
Escaire de fuster

Un escaire és un tipus d'instrument que té dos costats formant angle recte, que pot tenir un tercer costat i formar un triangle. És utilitzat sigui per verificar angles diedres rectes, sigui per traçar angles rectes plans.
L'escaire fet servir com a instrument de mesura o traçat de dibuix té forma de triangle rectangle escalè, amb un angle de 90°, un de 60º i un de 30º. Aquest escaire serveix també per mesurar angles múltiples de 15 graus i per traçar línies paral·leles i perpendiculars generalment amb l'ajut d'un cartabó. Un escaire és també una peça de metall en forma de colze en angle recte, que serveix de reforç de dues peces angulars o de suport d'un prestatge, etc.
Tradicionalment la manufactura dels escaires i cartabons es feia de fusta. En l'actualitat, els progressos assolits per la indústria del plàstic i els mètodes moderns de fabricació, permeten fer escaires lleugers i a un cost reduït. D'aquesta forma, els preus han baixat fins al límit que fa possible la utilització d'aquests instruments pels estudiants de dibuix.
L'escaire amb el compàs és un dels símbols centrals de la francmaçoneria.

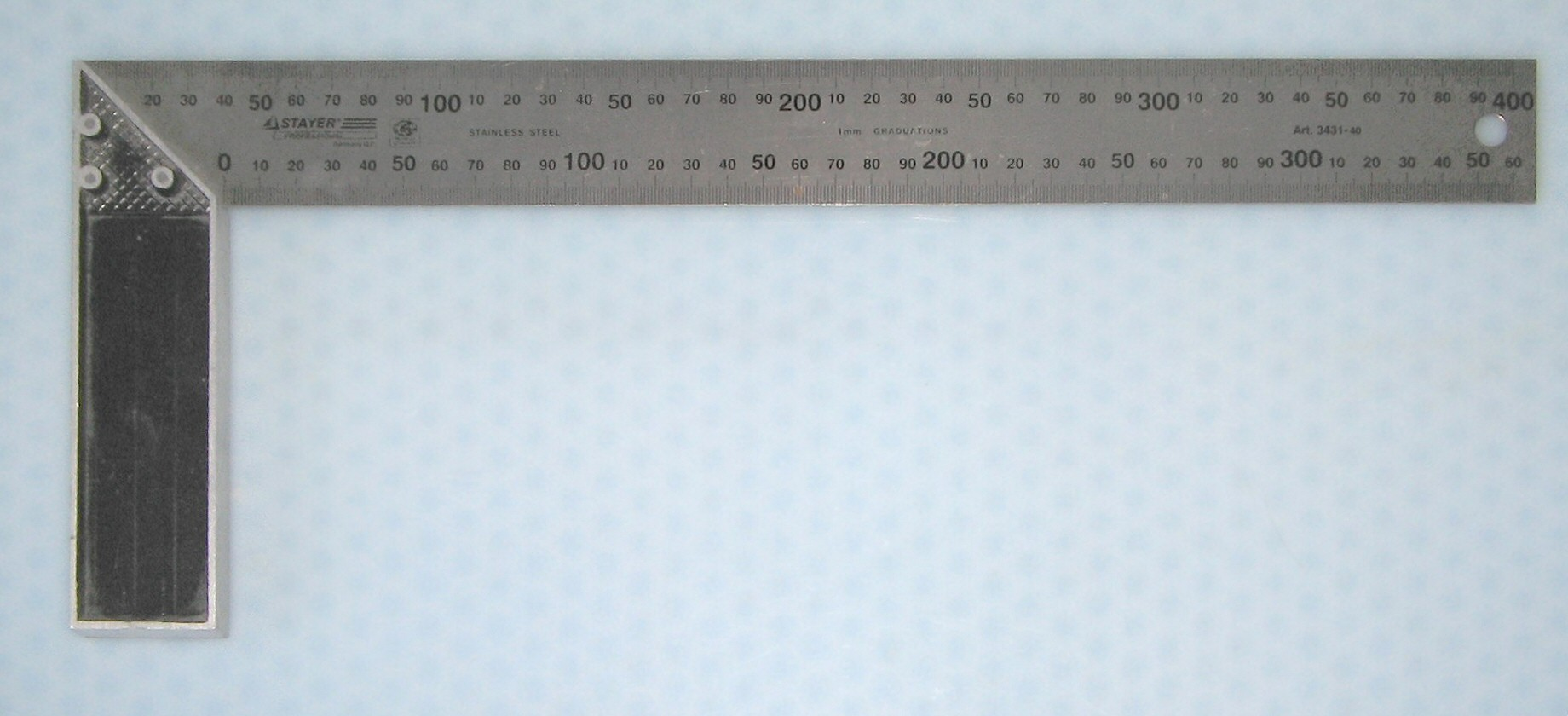
Escaire de fuster graduat
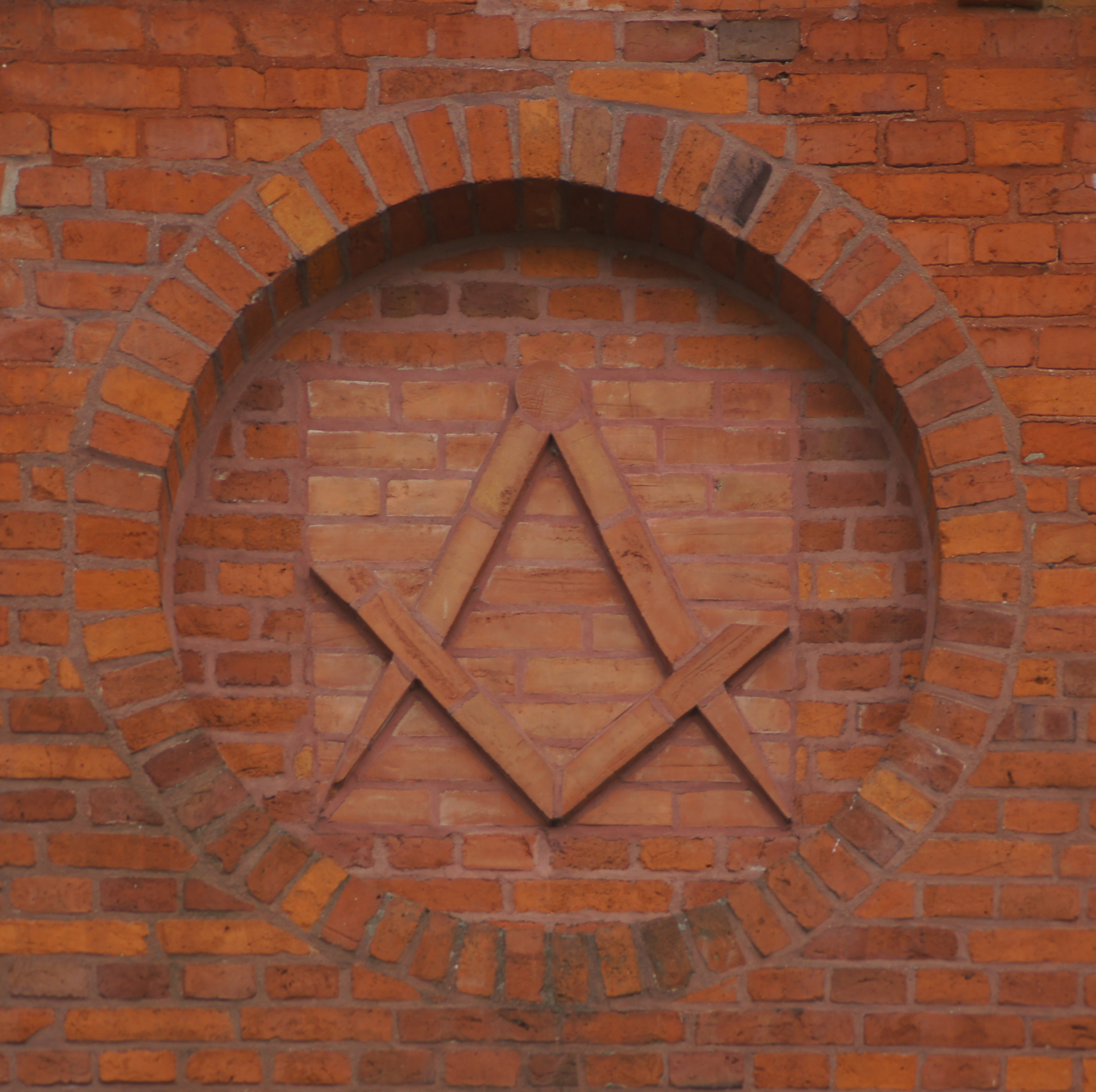
El compàs i l'escaire, a la façana oriental del Temple maçònic de Vesta a les tres Torres a Boizenburg d'Elba